# Tamarissi (Marneuli)
Tamarissi (georgisch თამარისი, tʰɑmɑrɪsɪ, auch als Tamarisi transkribiert; deutsch Traubenberg) ist ein Dorf in der georgischen Region Niederkartlien mit 1399 Einwohnern (Volkszählung 2014).

## Lage und Verkehr

Winter in Tamarissi

Das Dorf gehört zur Munizipalität Marneuli. Es liegt im auch Marneuli-Ebene genannten westlichen Teil der Niederkartlichen Ebene, etwa sieben Kilometer Luftlinie südwestlich des Zentrums der Stadt Marneuli, am linken Ufer des Flusses Chrami, etwas unterhalb der Einmündung des rechten Nebenflusses Maschawera.
Tamarissi ist Hauptort einer gleichnamigen Landgemeinde (georgisch თამარისის თემი, Tamarissis temi), zu der zwei weitere, kleinere Dörfer gehören, die etwa 1,5 beziehungsweise 3,5 km östlich gelegenen Alawari und Dioknissi (ehemals Achali Dioknissi).
Straßenanbindung besteht zur einige Kilometer nördlich vorbeiführenden internationalen Fernstraße S6 von Tiflis über Marneuli und Bolnissi zur armenischen Grenze, Teil der Europastraße 117, sowie zur einige Kilometer östlich verlaufenden internationalen Fernstraße S7, die in Marneuli von der S6 abzweigt und ebenfalls zur armenischen Grenze führt. Nordwestlich an Tamarissi vorbei führt die Bahnstrecke von Marneuli über Bolnissi nach Kasreti, die oberhalb des Ortes den Chrami überquert und einen Haltepunkt besitzt. Der Personenverkehr auf der Strecke ist jedoch eingestellt (Stand 2017). Zwischen Tamarissi und Marneuli liegt der Militärflugplatz Marneuli.

## Geschichte
Das Dorf wurde 1908 als Tochterkolonie der knapp 20 km westlich gelegenen, bereits zu Beginn des 19. Jahrhunderts entstandenen kaukasiendeutschen Kolonie Katharinenfeld (heute Stadt Bolnissi) unter dem Namen Traubenberg gegründet. Die entsprechende russische Bezeichnung war Winogradowka (russisch Виноградовка, „winograd“ bedeutet Traube), die spätere georgische Schreibweise ტრაუბენბერგი (Traubenbergi). 1926 hatte das Dorf 420 Einwohner. Nach dem deutschen Überfall auf die Sowjetunion wurden alle Deutschen in die östlichen Landesteile  deportiert, der Ort mit ethnischen Georgiern besiedelt und 1944 in Tamarissi umbenannt, mit Bezug auf die mittelalterliche georgische Königen Tamar.
Ende der 1970er-Jahre entstand etwa 4,5 km nordnordwestlich des Dorfes am Rande der Ebene, bereits im benachbarten Rajon Bolnissi, eine Plattenbausiedlung, die 1982 den Status einer Siedlung städtischen Typs und ebenfalls den Namen Tamarissi erhielt. Diese hat heute den Status einer Minderstadt (georgisch daba, დაბა) und ist Sitz des Territorialorgans Tamarissi in der Munizipalität Bolnissi.